# Liste des mammifères en Corse
Pour des articles plus généraux, voir Liste des mammifères en France métropolitaine et Faune en Corse.

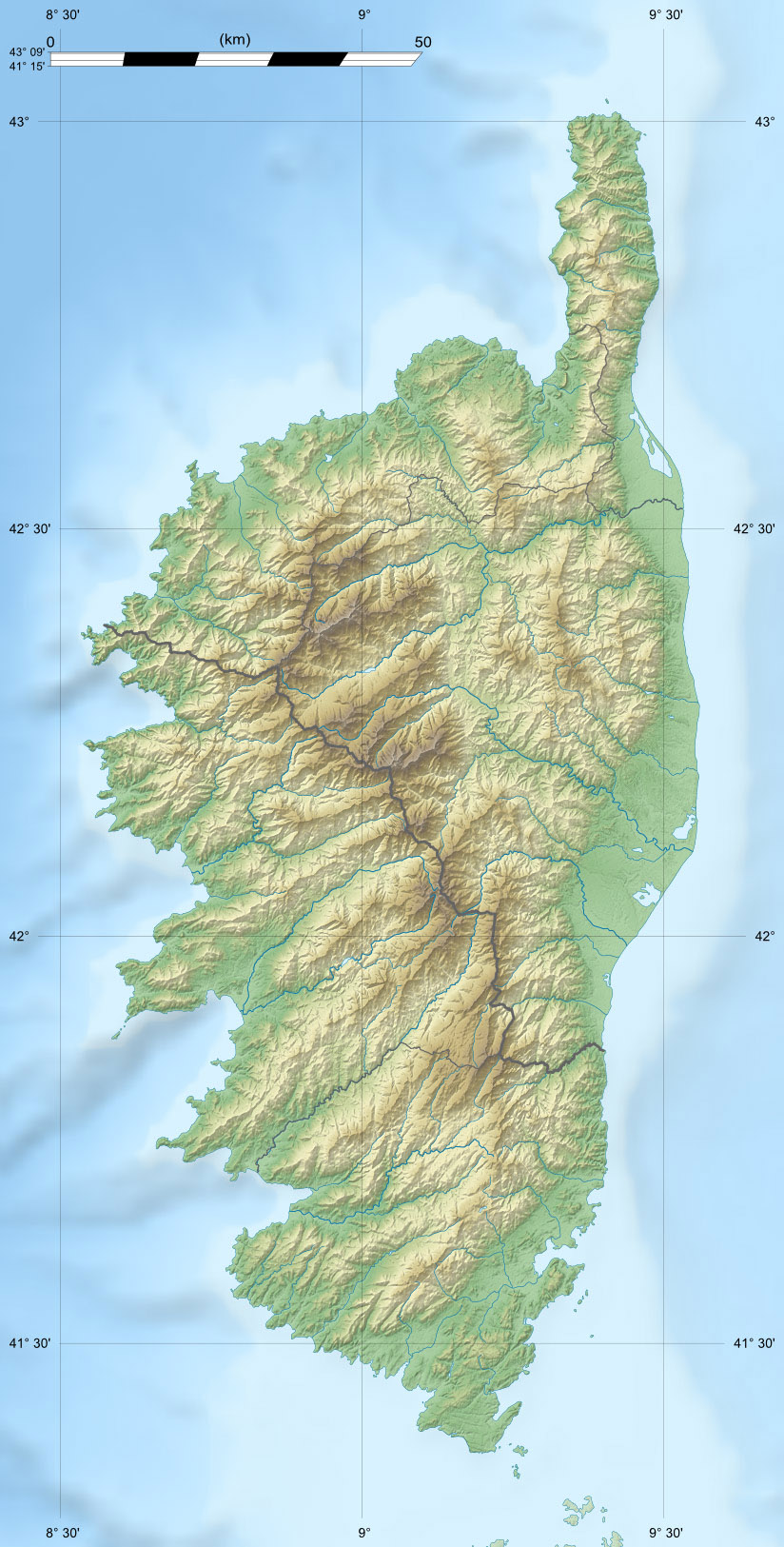
Carte topographique de la Corse.

Localisation de la Corse en France métropolitaine.

Cette liste commentée recense la mammalofaune en Corse. Elle répertorie les espèces de mammifères corses actuels et celles qui ont été récemment classifiées comme éteintes (à partir de l'Holocène, depuis donc 11 700 ans av. J.‑C.). Cette liste comporte 66 espèces réparties en dix ordres et 24 familles, dont une est « éteinte », une autre est « en danger critique d'extinction », deux sont « en danger », cinq sont « vulnérables », huit sont « quasi menacées » et deux ont des « données insuffisantes » pour être classées (selon les critères de la liste rouge de l'UICN au niveau mondial).
Elle contient au moins 23 espèces introduites sur ce territoire, qui sont plus ou moins bien acclimatées. Il peut contenir aussi des animaux non reconnus par la liste rouge de l'UICN (six mammifères ici) et ils sont classés en « non évalué » : cela étant dû notamment au manque de données, à des espèces domestiques, disparues ou éteintes avant le XVIe siècle. Il n'existe plus en Corse d'espèce de mammifère endémique (la Musaraigne endémique de Corse (Asoriculus corsicanus) s'est éteinte vers le Moyen Âge central). Comme sous-espèce endémique, il y a par exemple le Chat sauvage corse (Felis silvestris reyi).

## Statuts de la liste rouge de l'UICN
Les statuts de conservation utilisés par la liste rouge de l'UICN mondiale sont :
| (EX) | Éteint                  | Il n'y a pas le moindre doute sur le fait que le dernier spécimen recensé est mort.                                                                   |
| (EW) | Éteint à l'état sauvage | L'espèce est connue uniquement en captivité ou en tant que population naturalisée bien en dehors de son ancienne aire de répartition.                 |
| (CR) | En danger critique      | L'espèce risque prochainement de s'éteindre à l'état sauvage.                                                                                         |
| (EN) | En danger               | L'espèce fait face à un très gros risque d'extinction à l'état sauvage.                                                                               |
| (VU) | Vulnérable              | L'espèce fait face à un gros risque d'extinction à l'état sauvage.                                                                                    |
| (NT) | Quasi menacé            | L'espèce ne satisfait pas un ou plusieurs des critères prévus qui permettraient de la catégoriser, mais pourrait risquer de s'éteindre dans le futur. |
| (LC) | Préoccupation mineure   | Il n'y a pas de risque identifiable pour l'espèce. |
| (DD) | Données insuffisantes   | Il n'y a pas d'information adéquate qui permettraient de faire une évaluation des risques pour cette espèce.                                          |
| (NE) | Non évalué              | L'espèce n'a pas encore été confrontée aux critères précédents, n'est pas reconnue par l'UICN ou bien s'est éteinte avant le XVIe siècle.             |

## Ordre:Primates

### Famille:Hominidés
| Nom vulgaire, nom binominal et citation d'auteurs | Origine et statut en Corse | Aire de répartition                    | Statut UICN mondial | Image         |
| ------------------------------------------------- | -------------------------- | -------------------------------------- | ------------------- | ------------- |
| Homme moderne Homo sapiens Linnaeus, 1758         | Autochtone,                | Aire de répartition de l'Homme moderne | [ 3 ]               | Homme moderne |

## Ordre:Lagomorphes

### Famille:Léporidés
| Nom vulgaire, nom binominal et citation d'auteurs       | Origine et statut en Corse | Aire de répartition                     | Statut UICN mondial | Image                  |
| ------------------------------------------------------- | -------------------------- | --------------------------------------- | ------------------- | ---------------------- |
| Lièvre corse Lepus corsicanus de Winton, 1898           | Allochtone (Introduit),    | Aire de répartition du Lièvre corse     | [ 5 ]               | Illustration manquante |
| Lièvre d'Europe Lepus europaeus Pallas, 1778            | Allochtone (Introduit)     | Aire de répartition du Lièvre d'Europe  | [ 6 ]               | Lièvre d'Europe        |
| Lièvre ibérique Lepus granatensis Rosenhauer, 1856      | Allochtone (Introduit)     | Aire de répartition du Lièvre ibérique  | [ 7 ]               | Lièvre ibérique        |
| Lapin de garenne Oryctolagus cuniculus (Linnaeus, 1758) | Allochtone (Introduit)     | Aire de répartition du Lapin de garenne | [ 9 ]               | Lapin de garenne       |

### Famille:Prolagidés
| Nom vulgaire, nom binominal et citation d'auteurs | Origine et statut en Corse | Aire de répartition    | Statut UICN mondial | Image      |
| ------------------------------------------------- | -------------------------- | ---------------------- | ------------------- | ---------- |
| Pika sarde Prolagus sardus (Wagner, 1832)         | Autochtone (Éteint),       | Illustration manquante | [ 10 ]              | Pika sarde |

## Ordre:Rodentiens

### Famille:Cricétidés
| Nom vulgaire, nom binominal et citation d'auteurs                    | Origine et statut en Corse | Aire de répartition    | Statut UICN mondial | Image                  |
| -------------------------------------------------------------------- | -------------------------- | ---------------------- | ------------------- | ---------------------- |
| Campagnol endémique corso-sarde Microtus henseli Forsyth Major, 1882 | Autochtone (Éteint)        | Illustration manquante | (NE)                | Illustration manquante |

### Famille:Muridés
| Nom vulgaire, nom binominal et citation d'auteurs          | Origine et statut en Corse | Aire de répartition                    | Statut UICN mondial | Image                       |
| ---------------------------------------------------------- | -------------------------- | -------------------------------------- | ------------------- | --------------------------- |
| Mulot sylvestre Apodemus sylvaticus (Linnaeus, 1758)       | Allochtone (Introduit)     | Aire de répartition du Mulot sylvestre | [ 12 ]              | Mulot sylvestre             |
| Souris grise Mus musculus Linnaeus, 1758                   | Allochtone (Introduit)     | Aire de répartition de la Souris grise | [ 13 ]              | Souris grise                |
| Rat surmulot Rattus norvegicus (Berkenhout, 1769)          | Allochtone (Introduit)     | Aire de répartition du Rat surmulot    | [ 15 ]              | Rat surmulot                |
| Rat noir Rattus rattus (Linnaeus, 1758)                    | Allochtone (Introduit)     | Aire de répartition du Rat noir        | [ 16 ]              | Rat noir                    |
| Mulot endémique corso-sarde Rhagamys orthodon Hensel, 1856 | Autochtone (Éteint)        | Illustration manquante                 | (NE)                | Mulot endémique corso-sarde |

### Famille:Gliridés
| Nom vulgaire, nom binominal et citation d'auteurs | Origine et statut en Corse | Aire de répartition                 | Statut UICN mondial | Image        |
| ------------------------------------------------- | -------------------------- | ----------------------------------- | ------------------- | ------------ |
| Loir gris Glis glis Linnaeus, 1766                | Allochtone (Introduit)     | Aire de répartition du Loir gris    | [ 17 ]              | Loir gris    |
| Lérot commun Eliomys quercinus (Linnaeus, 1766)   | Allochtone (Introduit)     | Aire de répartition du Lérot commun | [ 18 ]              | Lérot commun |

## Ordre:Érinacéomorphes

### Famille:Érinacéidés
| Nom vulgaire, nom binominal et citation d'auteurs  | Origine et statut en Corse | Aire de répartition                    | Statut UICN mondial | Image           |
| -------------------------------------------------- | -------------------------- | -------------------------------------- | ------------------- | --------------- |
| Hérisson commun Erinaceus europaeus Linnaeus, 1758 | Allochtone (Introduit)     | Aire de répartition du Hérisson commun | [ 19 ]              | Hérisson commun |

## Ordre:Soricomorphes

### Famille:Soricidés
| Nom vulgaire, nom binominal et citation d'auteurs              | Origine et statut en Corse          | Aire de répartition                             | Statut UICN mondial | Image                  |
| -------------------------------------------------------------- | ----------------------------------- | ----------------------------------------------- | ------------------- | ---------------------- |
| Crocidure des jardins Crocidura suaveolens (Pallas, 1811)      | Allochtone (Introduit)              | Aire de répartition de la Crocidure des jardins | [ 20 ]              | Crocidure des jardins  |
| Pachyure étrusque Suncus etruscus (Savi, 1822)                 | Allochtone (Introduit)              | Aire de répartition du Pachyure étrusque        | [ 21 ]              | Pachyure étrusque      |
| Musaraigne endémique de Corse Asoriculus corsicanus Bate, 1945 | Autochtone (Endémique mais éteint), | Illustration manquante                          | (NE)                | Illustration manquante |

## Ordre:Chiroptères

### Famille:Molossidés
| Nom vulgaire, nom binominal et citation d'auteurs       | Origine et statut en Corse | Aire de répartition                       | Statut UICN mondial | Image              |
| ------------------------------------------------------- | -------------------------- | ----------------------------------------- | ------------------- | ------------------ |
| Molosse de Cestoni Tadarida teniotis (Rafinesque, 1814) | Autochtone                 | Aire de répartition du Molosse de Cestoni | [ 22 ]              | Molosse de Cestoni |

### Famille:Rhinolophidés
| Nom vulgaire, nom binominal et citation d'auteurs           | Origine et statut en Corse | Aire de répartition                         | Statut UICN mondial | Image                |
| ----------------------------------------------------------- | -------------------------- | ------------------------------------------- | ------------------- | -------------------- |
| Rhinolophe euryale Rhinolophus euryale Blasius, 1853        | Autochtone                 | Aire de répartition du Rhinolophe euryale   | [ 23 ]              | Rhinolophe euryale   |
| Grand Rhinolophe Rhinolophus ferrumequinum (Schreber, 1774) | Autochtone                 | Aire de répartition du Grand Rhinolophe     | [ 24 ]              | Grand Rhinolophe     |
| Petit Rhinolophe Rhinolophus hipposideros (Bechstein, 1800) | Autochtone                 | Aire de répartition du Petit Rhinolophe     | [ 25 ]              | Petit Rhinolophe     |
| Rhinolophe de Méhely Rhinolophus mehelyi Matschie, 1901     | Peut-être autochtone,      | Aire de répartition du Rhinolophe de Méhely | [ 27 ]              | Rhinolophe de Méhely |

### Famille:Minioptéridés
| Nom vulgaire, nom binominal et citation d'auteurs              | Origine et statut en Corse | Aire de répartition                             | Statut UICN mondial | Image                    |
| -------------------------------------------------------------- | -------------------------- | ----------------------------------------------- | ------------------- | ------------------------ |
| Minioptère de Schreibers Miniopterus schreibersii (Kuhl, 1817) | Autochtone                 | Aire de répartition du Minioptère de Schreibers | [ 28 ]              | Minioptère de Schreibers |

### Famille:Vespertilionidés
| Nom vulgaire, nom binominal et citation d'auteurs                           | Origine et statut en Corse | Aire de répartition                                | Statut UICN mondial | Image                       |
| --------------------------------------------------------------------------- | -------------------------- | -------------------------------------------------- | ------------------- | --------------------------- |
| Murin de Bechstein Myotis bechsteinii (Kuhl, 1817)                          | Autochtone                 | Aire de répartition du Murin de Bechstein          | [ 29 ]              | Murin de Bechstein          |
| Murin de Capaccini Myotis capaccinii (Bonaparte, 1837)                      | Autochtone                 | Aire de répartition du Murin de Capaccini          | [ 30 ]              | Murin de Capaccini          |
| Murin de Daubenton Myotis daubentonii (Kuhl, 1817)                          | Autochtone                 | Aire de répartition du Murin de Daubenton          | [ 31 ]              | Murin de Daubenton          |
| Murin à oreilles échancrées Myotis emarginatus (É. Geoffroy, 1806)          | Autochtone                 | Aire de répartition du Murin à oreilles échancrées | [ 32 ]              | Murin à oreilles échancrées |
| Grand Murin Myotis myotis (Borkhausen, 1797)                                | Autochtone                 | Aire de répartition du Grand Murin                 | [ 34 ]              | Grand Murin                 |
| Murin à moustaches Myotis mystacinus (Kuhl, 1817)                           | Autochtone                 | Aire de répartition du Murin à moustaches          | [ 35 ]              | Murin à moustaches          |
| Murin de Natterer Myotis nattereri (Kuhl, 1817)                             | Autochtone                 | Aire de répartition du Murin de Natterer           | [ 36 ]              | Murin de Natterer           |
| Murin du Maghreb Myotis punicus Felten, Spitzenberger & Storch, 1977        | Autochtone                 | Aire de répartition du Murin du Maghreb            | [ 37 ]              | Murin du Maghreb            |
| Sérotine commune Eptesicus serotinus (Schreber, 1774)                       | Autochtone                 | Aire de répartition de la Sérotine commune         | [ 39 ]              | Sérotine commune            |
| Grande Noctule Nyctalus lasiopterus (Schreber, 1780)                        | Autochtone                 | Aire de répartition de la Grande Noctule           | [ 40 ]              | Grande Noctule              |
| Noctule de Leisler Nyctalus leisleri (Kuhl, 1817)                           | Autochtone                 | Aire de répartition de la Noctule de Leisler       | [ 41 ]              | Noctule de Leisler          |
| Pipistrelle de Kuhl Pipistrellus kuhlii (Kuhl, 1817)                        | Autochtone                 | Aire de répartition de la Pipistrelle de Kuhl      | [ 42 ]              | Pipistrelle de Kuhl         |
| Pipistrelle de Nathusius Pipistrellus nathusii (Keyserling & Blasius, 1839) | Autochtone                 | Aire de répartition de la Pipistrelle de Nathusius | [ 43 ]              | Pipistrelle de Nathusius    |
| Pipistrelle commune Pipistrellus pipistrellus (Schreber, 1774)              | Autochtone                 | Aire de répartition de la Pipistrelle commune      | [ 44 ]              | Pipistrelle commune         |
| Pipistrelle pygmée Pipistrellus pygmaeus (Leach, 1825)                      | Autochtone                 | Aire de répartition de la Pipistrelle pygmée       | [ 45 ]              | Pipistrelle pygmée          |
| Barbastelle d'Europe Barbastella barbastellus (Schreber, 1774)              | Autochtone                 | Aire de répartition de la Barbastelle d'Europe     | [ 46 ]              | Barbastelle d'Europe        |
| Oreillard gris Plecotus austriacus (J. Fischer, 1829)                       | Autochtone                 | Aire de répartition de l'Oreillard gris            | [ 47 ]              | Oreillard gris              |
| Oreillard montagnard Plecotus macrobullaris Kuzjakin, 1965                  | Autochtone                 | Aire de répartition de l'Oreillard montagnard      | [ 48 ]              | Oreillard montagnard        |
| Vespère de Savi Hypsugo savii (Bonaparte, 1837)                             | Autochtone                 | Aire de répartition de la Vespère de Savi          | [ 49 ]              | Vespère de Savi             |

## Ordre:Cétacés

### Famille:Balænoptéridés
| Nom vulgaire, nom binominal et citation d'auteurs     | Origine et statut en Corse | Aire de répartition                   | Statut UICN mondial | Image          |
| ----------------------------------------------------- | -------------------------- | ------------------------------------- | ------------------- | -------------- |
| Rorqual commun Balaenoptera physalus (Linnaeus, 1758) | Autochtone                 | Aire de répartition du Rorqual commun | [ 51 ]              | Rorqual commun |

### Famille:Delphinidés
| Nom vulgaire, nom binominal et citation d'auteurs         | Origine et statut en Corse | Aire de répartition                          | Statut UICN mondial | Image                 |
| --------------------------------------------------------- | -------------------------- | -------------------------------------------- | ------------------- | --------------------- |
| Dauphin commun Delphinus delphis Linnaeus, 1758           | Autochtone                 | Aire de répartition du Dauphin commun        | [ 52 ]              | Dauphin commun        |
| Globicéphale noir Globicephala melas (Traill, 1809)       | Autochtone                 | Aire de répartition du Globicéphale noir     | [ 53 ]              | Globicéphale noir     |
| Dauphin de Risso Grampus griseus (G. Cuvier, 1812)        | Autochtone                 | Aire de répartition du Dauphin de Risso      | [ 54 ]              | Dauphin de Risso      |
| Orque Orcinus orca (Linnaeus, 1758)                       | Erratique,                 | Aire de répartition de l'Orque               | [ 56 ]              | Orque                 |
| Dauphin bleu et blanc Stenella coeruleoalba (Meyen, 1833) | Autochtone                 | Aire de répartition du Dauphin bleu et blanc | [ 57 ]              | Dauphin bleu et blanc |
| Sténo Steno bredanensis (G. Cuvier in Lesson, 1828)       | Autochtone                 | Aire de répartition du Sténo                 | [ 58 ]              | Sténo                 |
| Grand Dauphin commun Tursiops truncatus (Montagu, 1821)   | Autochtone                 | Aire de répartition du Grand Dauphin commun  | [ 59 ]              | Grand Dauphin commun  |

### Famille:Physétéridés
| Nom vulgaire, nom binominal et citation d'auteurs    | Origine et statut en Corse | Aire de répartition                   | Statut UICN mondial | Image          |
| ---------------------------------------------------- | -------------------------- | ------------------------------------- | ------------------- | -------------- |
| Grand Cachalot Physeter macrocephalus Linnaeus, 1758 | Autochtone                 | Aire de répartition du Grand Cachalot | [ 60 ]              | Grand Cachalot |

### Famille:Ziphiidés
| Nom vulgaire, nom binominal et citation d'auteurs           | Origine et statut en Corse | Aire de répartition                               | Statut UICN mondial | Image                   |
| ----------------------------------------------------------- | -------------------------- | ------------------------------------------------- | ------------------- | ----------------------- |
| Baleine à bec de Cuvier Ziphius cavirostris G. Cuvier, 1823 | Autochtone                 | Aire de répartition de la Baleine à bec de Cuvier | [ 61 ]              | Baleine à bec de Cuvier |

## Ordre:Artiodactyles

### Famille:Bovidés
| Nom vulgaire, nom binominal et citation d'auteurs    | Origine et statut en Corse | Aire de répartition                          | Statut UICN mondial | Image                 |
| ---------------------------------------------------- | -------------------------- | -------------------------------------------- | ------------------- | --------------------- |
| Taurin Bos taurus Linnaeus, 1758                     | Allochtone (Introduit)     | Aire de répartition du Taurin                | (NE)                | Taurin                |
| Mouflon corse Ovis orientalis musimon Linnaeus, 1758 | Allochtone (Introduit)     | Aire de répartition du Mouflon méditerranéen | [ 63 ]              | Mouflon méditerranéen |

### Famille:Cervidés
| Nom vulgaire, nom binominal et citation d'auteurs             | Origine et statut en Corse     | Aire de répartition                | Statut UICN mondial | Image          |
| ------------------------------------------------------------- | ------------------------------ | ---------------------------------- | ------------------- | -------------- |
| Cerf élaphe de Corse Cervus elaphus corsicanus Linnaeus, 1758 | Allochtone (Introduit)         | Aire de répartition du Cerf élaphe | [ 64 ]              | Cerf élaphe    |
| Cerf de Caziot Megaloceros cazioti Depéret, 1897              | Peut-être autochtone (Éteint), | Illustration manquante             | (NE)                | Cerf de Caziot |

### Famille:Suidés
| Nom vulgaire, nom binominal et citation d'auteurs | Origine et statut en Corse | Aire de répartition                       | Statut UICN mondial | Image              |
| ------------------------------------------------- | -------------------------- | ----------------------------------------- | ------------------- | ------------------ |
| Sanglier d'Eurasie Sus scrofa Linnaeus, 1758      | Allochtone (Introduit)     | Aire de répartition du Sanglier d'Eurasie | [ 66 ]              | Sanglier d'Eurasie |

## Ordre:Périssodactyles

### Famille:Équidés
| Nom vulgaire, nom binominal et citation d'auteurs | Origine et statut en Corse | Aire de répartition           | Statut UICN mondial | Image  |
| ------------------------------------------------- | -------------------------- | ----------------------------- | ------------------- | ------ |
| Cheval Equus caballus Linnaeus, 1758              | Allochtone (Introduit)     | Aire de répartition du Cheval | [ 68 ]              | Cheval |

## Ordre:Carnivores

### Famille:Canidés
| Nom vulgaire, nom binominal et citation d'auteurs | Origine et statut en Corse    | Aire de répartition                | Statut UICN mondial | Image               |
| ------------------------------------------------- | ----------------------------- | ---------------------------------- | ------------------- | ------------------- |
| Chien errant Canis lupus Linnaeus, 1758           | Allochtone (Introduit)        | Aire de répartition du Loup gris   | [ 70 ]              | Loup gris           |
| Cynotherium sardous Studiati, 1857                | Peut-être autochtone (Éteint) | Illustration manquante             | (NE)                | Cynotherium sardous |
| Renard roux Vulpes vulpes (Linnaeus, 1758)        | Allochtone (Introduit)        | Aire de répartition du Renard roux | [ 71 ]              | Renard roux         |

### Famille:Mustélidés
| Nom vulgaire, nom binominal et citation d'auteurs | Origine et statut en Corse | Aire de répartition                        | Statut UICN mondial | Image            |
| ------------------------------------------------- | -------------------------- | ------------------------------------------ | ------------------- | ---------------- |
| Martre des pins Martes martes (Linnaeus, 1758)    | Allochtone (Introduit)     | Aire de répartition de la Martre des pins  | [ 72 ]              | Martre des pins  |
| Belette d'Europe Mustela nivalis Linnaeus, 1766   | Allochtone (Introduit)     | Aire de répartition de la Belette d'Europe | [ 73 ]              | Belette d'Europe |

### Famille:Phocidés
| Nom vulgaire, nom binominal et citation d'auteurs              | Origine et statut en Corse | Aire de répartition                                 | Statut UICN mondial | Image                        |
| -------------------------------------------------------------- | -------------------------- | --------------------------------------------------- | ------------------- | ---------------------------- |
| Phoque moine de Méditerranée Monachus monachus (Hermann, 1779) | Autochtone (Disparu),      | Aire de répartition du Phoque moine de Méditerranée | [ 74 ]              | Phoque moine de Méditerranée |

### Famille:Félidés
| Nom vulgaire, nom binominal et citation d'auteurs | Origine et statut en Corse                                                                     | Aire de répartition                 | Statut UICN mondial | Image        |
| ------------------------------------------------- | ---------------------------------------------------------------------------------------------- | ----------------------------------- | ------------------- | ------------ |
| Chat sauvage Felis silvestris Schreber, 1777      | Allochtone (Introduit)                                                                         | Aire de répartition du Chat sauvage | [ 75 ]              | Chat sauvage |
| Chat sauvage corse                                | Espèce à déterminer, probablement d'origine férale ancienne, proche de Felis silvestris lybica | Haute-Corse                         | sans                |              |